# Domenico Lanzetti
Domenico Lanzetti (* im 18. Jahrhundert; † um 1800) war ein italienischer Komponist und Cellist der Klassik.
Domenico Lanzetti war vermutlich ein Sohn oder ein Neffe des Cellisten Salvatore Lanzetti. Über sein Leben und Wirken gibt es bislang so gut wie keine Hinweise, lediglich konnte nachgewiesen werden, dass er eine Anstellung am Teatro Regio in Turin hatte. Seine Kompositionen für Cello lassen darauf schließen, dass er ein äußerst fähiger Cellist war, dessen Werke heute wieder verlegt und aufgeführt werden. Stilistisch sind seine dreisätzigen Konzerte im letzten Drittel des 18. Jahrhunderts entstanden.

## Werke (Auswahl)
- 2 Sonaten für Cello und B.c.
- Quatro concerti, für Cello und Orchester
- Sei concerti, für Cello und Orchester